# Hildur Malmberg

Hildur, då kallad Engström, i mitten på bilden, tagen år 1906, i revyn Hertiginnan af Danviken

Hildur Fredrique Malmberg, född Lundberg, även Engström i första äktenskapet,  den 8 juni 1874 i Göteborg, död den 29 december 1943 i Stockholm, var en svensk skådespelare.
Hon engagerades 1893 hos William Engelbrecht, och spelade därefter hos Axel Bosin, hos Emil Strömberg 1894–1895, vid Folkteatern i Stockholm 1895–1896 och hos Axel Collin 1896–1897. Bland hennes roller märks En liten skatt, Agapetus i Herr Dardanell, Lazarillo i Don Cesar, Olof i Samhällets pelare, Helena i Lyckan i det obemärkta, Stina i Värmlänningarna, Batli i Den ondes besegrare och Sigrid i Gustaf Adolf och Ebba Brahe.
Hon var gift från 1893–1899 med skådespelaren Carl Engström (1870–1939) och från 1909 med skådespelaren Otto Malmberg (1883–1971). Hon ligger begravd på Norra begravningsplatsen i Stockholm.

## Filmografi
- 1938 – Med folket för fosterlandet

## Teater

### Roller (ej komplett)
| År   | Roll         | Produktion                                                        | Regi         | Teater         |
| ---- | ------------ | ----------------------------------------------------------------- | ------------ | -------------- |
| 1924 | Första damen | Portiern på Maxim Yves Mirande, Gustave Quinson och Henri Geroule | Ernst Eklund | Blancheteatern |
| 1933 | Mrs Vendel   | Middag kl. 8 George S. Kaufman och Edna Ferber                    | Gösta Ekman  | Vasateatern    |